# كلود جيلينغواتر
كلود جيلينغواتر (بالإنجليزية: Claude Gillingwater)‏ مواليد 2 أغسطس 1870 في لويزيانا، الولايات المتحدة - الوفاة 1 نوفمبر 1939 في بيفرلي هيلز، الولايات المتحدة، هو ممثل أمريكي بدأ مسيرته الفنية سنة 1918.

## الأعمال
- ذا كريستيان
- تايغر روز
- حدود المدينة
- قصة مدينتين

## روابط خارجية
- كلود جيلينغواتر على موقع IMDb (الإنجليزية)
- كلود جيلينغواتر على موقع ألو سيني (الفرنسية)
- كلود جيلينغواتر على موقع أول موفي (الإنجليزية)
- كلود جيلينغواتر على موقع قاعدة بيانات برودواي على الإنترنت (الإنجليزية)
- كلود جيلينغواتر على موقع قاعدة بيانات الأفلام السويدية (السويدية)
- كلود جيلينغواتر على موقع قاعدة بيانات الفيلم (الإنجليزية)
- كلود جيلينغواتر على موقع كينوبويسك (الروسية)